# Ornella Bankolé
Ornella Bankolé (nacida el 17 de septiembre de 1997 en Auxerre, Francia) es una jugadora de baloncesto francesa. Con 1.81 metros de estatura, juega en la posición de alero.
En junio de 2025, se anuncia su fichaje por Casademont Zaragoza.